# Río Criș
El río Criș (en húngaro Körös) es el nombre de un río que trascurre por el oeste de Rumanía y el este de Hungría. Está formado por la confluencia de los ríos Crișul Alb y Crișul Negru, cerca de Ghiula (ciudad húngara, en la proximidad de la frontera con Rumanía). El río Crișul Repede se incorpora al río Criș, cerca de Gyoma (igual que Ghiula). Los tres ríos tienen su fuente en los montes Apuseni, en Rumania. El Criș fluye hasta desembocar, por la margen izquierda, en el río Tisza, junto a Csongrád.

## Geografía
El nombre de Criș aparece en los siguientes ríos:
- Kettős-Körös, de 37,3 km, formado por:

- río Crișul Alb (Fehér-Körös), de 235,7 km, de los que 9,8 km corren por Hungría;
- río Crișul Negru (Fekete-Körös), de 168 km, de los que 20,5 km corren por Hungría;
- río Crișul Repede (Sebes-Körös), de 209 km, de los que 58,6 km  corren por Hungría;

- Hármas-Körös, de 91,3 km;

## Historia
Era conocido en la antigüedad como el Crisus, Crisia, Grisia, o Gerasus, mientras que en alemán arcaico el nombre es Kreisch.

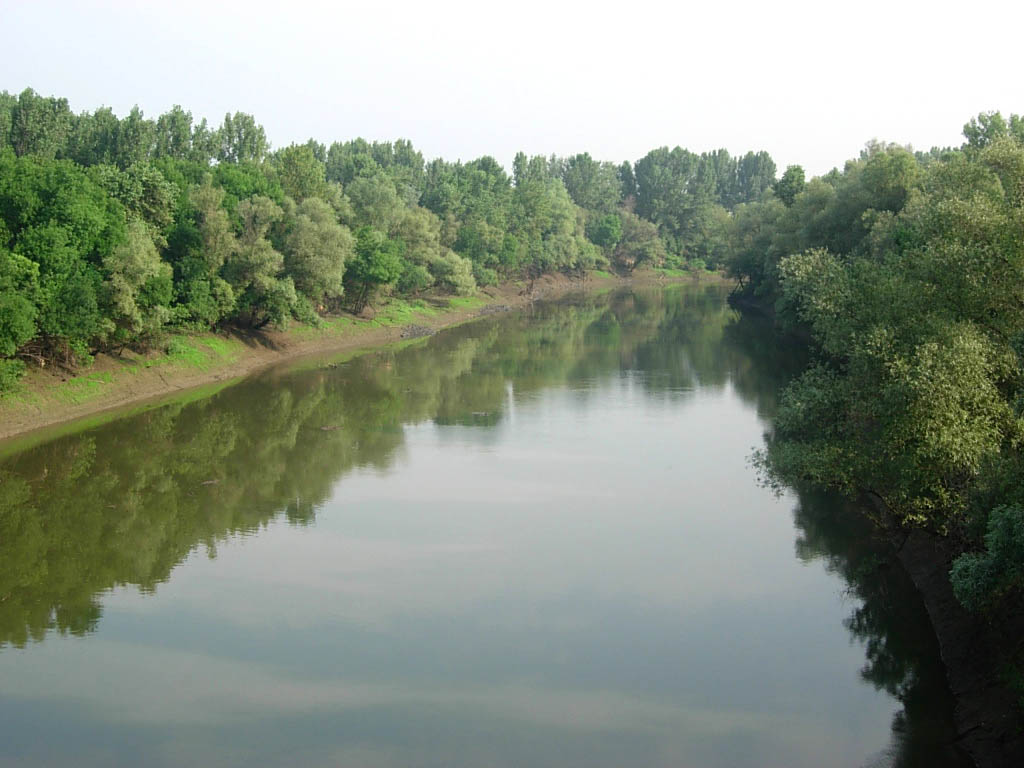
El río Criș, cerca de Kunszentmárton.

- Fedezzük fel együtt a Körösök forráságait!

- Datos: Q833573
- Multimedia: Körös / Q833573